# Good Feeling
Good Feeling – pierwsza płyta szkockiego zespołu rockowego Travis. Wydana 8 września 1997 (zob. 1997 w muzyce). Osiągnęła 9 pozycję na angielskiej liście.

## Lista piosenek
1. "All I Want to Do Is Rock"
2. "U16 Girls"
3. "The Line Is Fine"
4. "Good Day to Die"
5. "Good Feeling"
6. "Midsummer Nights Dreamin'"
7. "Tied to the 90's"
8. "I Love You Anyways"
9. "Happy"
10. "More Than Us"
11. "Falling Down"
12. "Funny Thing"